# Nongofaire
Ne doit pas être confondu avec Nongofaire-Peulh, Nongofaire-Silmi-Mossi ou Nongfaïré.
Nongofaire, également orthographié Nongofaïre ou Nongofayre ou Nongofayéré ou appelé Nong Faire, est une commune rurale située dans le département de Oula de la province du Yatenga dans la région Nord au Burkina Faso.

## Géographie
Nongofaire se trouve à 17 km à l'est de Oula, le chef-lieu du département, et à environ 35 km au sud-est du centre de Ouahigouya. Le village est traversé par la route nationale 15.
Les proches villages de Nongofaire-Peulh et de Nongofaire-Silmi-Mossi sont peuplés des ethnies correspondantes.

## Santé et éducation
Nongofaire accueille un centre de santé et de promotion sociale (CSPS) tandis que le centre hospitalier régional (CHR) se trouve à Ouahigouya.
Le village possède une école primaire publique et un collège d'enseignement général (CEG).